# Niederwenigern

Wappen von Niederwenigern

Niederwenigern ist eine Ortschaft und ein Stadtteil von Hattingen, Nordrhein-Westfalen. Die ehemalige Gemeinde hat 5775 Einwohner (Stand: 30. Juni 2023). Der Ort liegt in der naturräumlichen Einheit des Ruhrschichtrippenlandes.

## Geographie
Niederwenigern liegt im Nordwesten des Hattinger Stadtgebiets. Es grenzt im Osten in der Ruhr an Winz-Baak, im Süden an Niederbonsfeld, im Westen an Essen-Byfang, im Norden an Essen-Burgaltendorf und im Nordosten an
Bochum-Dahlhausen.

## Geschichte
Erstmalig urkundlich erwähnt wird Niederwenigern mit der Pfarrkirche St. Mauritius in einem Schreiben von Papst Eugen III. vom 17. Juni 1147. In dieser Urkunde bestätigt der Papst der Benediktiner Abtei in Deutz den Besitz an der ecclesia in Weningen. Im Laufe der Zeit wurde der Ort urkundlich unterschiedlich mit Vuenegere (1155), Wenengeren (1166), Weningere (1179), Nederenwenegeren (1350), Wynnynge (1378) oder Wyhnger (1440) genannt. Die Pfarrei (parrochia Wenegern) wurde vom 13. Jahrhundert bis 1520 im Urbar der Reichsabtei Werden erwähnt.
Niederwenigern gehörte im Spätmittelalter und in der Frühen Neuzeit in eigener Bauerschaft (Wennegeren) im Amt Blankenstein und Gogerichtsbezirk Hattingen zur Grafschaft Mark. Laut dem Schatzbuch der Grafschaft Mark von 1486 hatten in der Bauerschaft 16 Steuerpflichtige Hofbesitzer zwischen 2 oirt und 5 Goldgulden Abgabe zu leisten. Darunter der Hof des Bernt Willeken mit einer Abgabe von 3 Goldgulden an das Stift Essen. Größter Hofbesitzer in der Bauerschaft war Arnt Eyckhoff mit 5 Goldgulden Abgabe. Im Jahr 1488 wurde ein Diderich Schutte, koster to Wenegeren, 1490 ein Johan Sluick to Wengeren und 1538 ein Wartinus Wyßman, priester, pastor to Wengeren im Hattinger Urkundenbuch genannt. Laut Dienstgeldregister des Hauses Blankenstein von 1685 wurden sechs Hofbesitzer in der Weniger Buir mit unterschiedlichen Albus-Beträgen besteuert.
Eine Deutung des Ortsnamens „Wenigern“ ist schwierig. Eine Möglichkeit wäre, dass es nach einer Gegend bei den Bewohnern des Besitzes des Wāno benannt wurde, oder mit bei den keilförmigen Landstücken des Wāno/Weno umschrieben werden könnte.
Im 19. Jahrhundert war Nieder Wenigern eine Landgemeinde des Amtes Hattingen. 1885 hatte die Gemeinde (plus 3 Wohnplätze) eine Fläche von 3,21 km², davon 178 ha Ackerland, 12 ha Wiesen und 79 ha Holzungen. Es gab 126 Wohngebäude mit 201 Haushaltungen und 1093 Einwohner.
Niederwenigern (historisch: Niederwengern) wurde im Zuge einer Kommunalreform, dem Gesetz über die Neuregelung der kommunalen Grenzen im rheinisch-westfälischen Industriebezirke am 1. April 1926 in die Gemeinde Winz eingegliedert. Mit dieser kam der Ort durch das Gesetz zur Neugliederung des Ennepe-Ruhr-Kreises am 1. Januar 1970 zu Hattingen. Bis dahin hatte die Gemeinde die Postleitzahl 4321 Niederwenigern, danach 4320 Hattingen 16, jetzt 45529 Hattingen.
Seit Januar 2009 wird die ehemalige Zweigstelle Niederwenigern der Stadtbücherei Hattingen als Bürgerbücherei fortgeführt. Es besteht außerdem noch eine Grundschule, die 2015 durch Zusammenlegung von Nikolaus-Groß-Schule und Gemeinschaftsgrundschule entstand.

## Sehenswürdigkeiten
Zu den Sehenswürdigkeiten des überwiegend katholisch geprägten Dorfes zählen der St.-Mauritius-Dom aus dem Jahr 1868 und das Nikolaus-Groß-Museum neben dem Pfarrhaus, das dem in Niederwenigern geborenen Bergmann, Arbeiterführer und Widerstandskämpfer gegen den Nationalsozialismus Nikolaus Groß gewidmet ist, der 2001 seliggesprochen wurde, sowie die Evangelische Kirche im Justinenweg.
Unweit von ihr befindet sich die Evangelische Kirche Niederwenigern.
Siehe auch: Liste der Baudenkmäler in Hattingen

## Wirtschaft

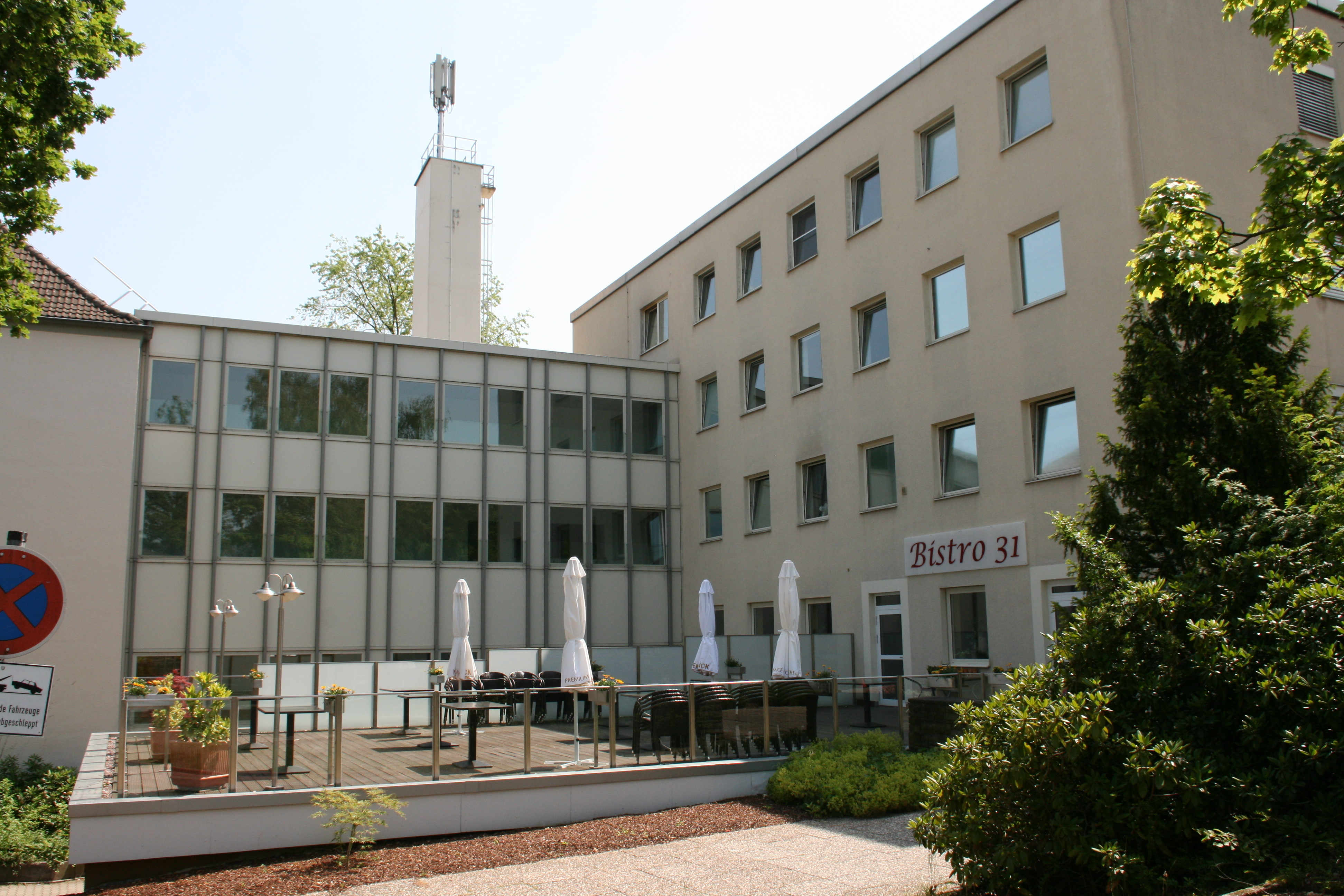
St.-Elisabeth-Krankenhaus

Von 1951 bis 1962 war Niederwenigern Standort eines Stollenbetriebes der Zeche Neuglück (150 Beschäftigte); auf dessen Areal befindet sich heute der Sportplatz.
Zu den wichtigsten Arbeitgebern vor Ort zählen das St. Elisabeth-Krankenhaus und der Einzelhandel.

## Sport
Es gibt vor Ort zwei größere Sportvereine. Der VfL Niederwenigern von 1963 bietet die Sportarten Handball, Tennis, Tischtennis, Schwimmen, Turnen und Wandern an, die Sportfreunde Niederwenigern die Sportarten Fußball, Volleyball, Aerobic und Badminton.
Die Sportfreunde Niederwenigern gehörten bis 1933 der DJK an. Nach 1962 erhielt der Verein seinen heutigen Sportplatz an der Burgaltendorfer Straße. Er befindet sich auf dem Areal der einstigen Zeche Neuglück, was unter anderem 1967 zu einem Tagesbruch inmitten eines Heimspiels führte. Im Jahre 2009 wurde die Anlage komplett renoviert und auf Kunstrasen umgerüstet. Dieser wurde im Jahr 2020 komplett erneuert.

## Persönlichkeiten
- Heinrich Wilhelm Breidenfeld (1794–1875), Orgelbauer
- Nikolaus Groß (1898–1945), christlicher Gewerkschafter und Widerstandskämpfer gegen den Nationalsozialismus
- Ulla H’loch-Wiedey (1920–2002), Künstlerin
- Jan Stratmann (* 1995), Triathlet
- Luke Hemmerich (* 1998), Fußballspieler